# Ingvar Gärd
Gustaf Ingvar Bertil Gärd (Malmö, 6 ottobre 1921 – 31 agosto 2006) è stato un calciatore e allenatore di calcio svedese, di ruolo mediano.

## Carriera

### Giocatore

#### Club
Iniziò la sua carriera nel Malmö FF, squadra svedese, con cui totalizzò 89 presenze nel corso dei nove anni di militanza. Nel 1950 si trasferì in Italia, avanzando da difensore a centrocampista, accasandosi alla Sampdoria. Con la squadra genovese assommò 20 presenze in Serie A. Una volta lasciata la società italiana, però, non poté tornare a giocare in Svezia ad alti livelli, in quanto lì non esisteva il professionismo e le regole gli impedirono di giocare nuovamente da dilettante.

#### Nazionale
Debuttò in Nazionale di calcio svedese l'8 giugno 1950, venendo incluso nella lista dei convocati per Brasile 1950. Nel corso di tale manifestazione giocò da titolare tutte e cinque le partite della sua compagine, senza però riuscire ad andare a segno; non fu più convocato negli anni a seguire.

### Allenatore
Una volta terminata la carriera agonistica, allenò l'IFK Malmö; riuscì dunque, nella stagione 1960, a giungere al secondo posto in campionato, superato solo dall'IFK Norrköping, qualificandosi pertanto alla Coppa dei Campioni 1960-1961 dove uscì ai quarti di finale, sconfitto cumulativamente per 4-0 dal Rapid Vienna. Nel 1962 si classificò al penultimo posto, dovendo dunque retrocedere in seconda divisione.

## Palmarès

### Giocatore

#### Competizioni nazionali
- Campionato svedese: 3

Malmö FF: 1943-1944, 1948-1949, 1949-1950
- Coppa di Svezia: 3

Malmö FF: 1944, 1946, 1947